# Étienne Capoue
Étienne Capoue (Niort, 11 luglio 1988) è un calciatore francese, di origini guadalupensi, centrocampista svincolato.

## Biografia
Ha anche un fratello più grande, Aurélien, anch'egli calciatore.

## Caratteristiche tecniche
È un centrocampista duttile tatticamente, che gioca prevalentemente nella posizione di mediano, forte fisicamente ed abile nel gioco aereo, possiede inoltre un buon tiro dalla distanza.

## Carriera

### Club

#### Gli inizi
Ha iniziato la sua carriera calcistica al Niort, il club della sua città natale, prima di passare al Chauray e all'Angers nel 2004. Durante la sua permanenza all'Angers, le sue convincenti prestazioni hanno attirato l'interesse di alcuni club della Ligue 1, come Lilla e Bordeaux. Tuttavia, dopo aver disputato una settimana di prova al Tolosa, si è aggregato al settore giovanile del Tef nel 2005.

#### Tolosa

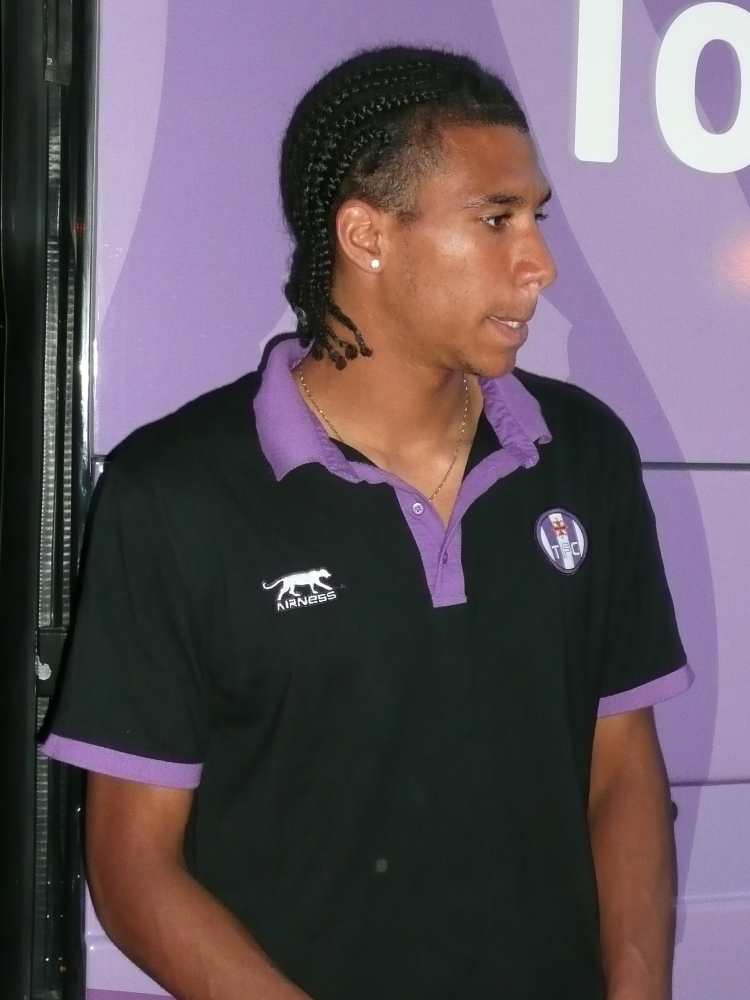
Étienne Capoue ai tempi del nel 2008.

Ha iniziato a giocare con la selezione Under-18 del Tolosa nel 2006 e, nella stagione successiva, si è unito alle riserve del club nel CFA, competizione calcistica francese equivalente alla quarta divisione. Dopo otto presenze, verso la metà della stagione 2007-2008, è stato chiamato in prima squadra dall'allenatore Alain Casanova. Ha disputato la sua prima partita nel campionato francese l'8 dicembre 2007 in una vittoria per 1-0 contro il Lilla, subentrando. Ha giocato la sua prima partita da titolare la settimana seguente contro il Paris Saint-Germain giocando 71 minuti in una vittoria per 2-1. Nella stagione 2007-2008 ha giocato anche un match in Coppa UEFA contro i russi dello Spartak Mosca, vinto dal Tef per 2-1.
Il 7 febbraio 2008, assieme al compagno di squadra e amico Cheikh M'Bengue, ha firmato il suo primo contratto da professionista, siglando un triennale. Per la stagione 2008-2009 il commissario tecnico Casanova ha deciso di concedergli più spazio tra i titolari. La prova di ciò sono le 32 presenze accumulate in campionato da aggiungere alle 4 partite di coppa, per un totale di 36. Nel contempo ha segnato anche il suo primo goal in Ligue 1, contro il Bordeaux in una sconfitta per 1-2. Per quanto riguarda le sanzioni ha ricevuto un totale di 14 cartellini gialli nell'arco della stagione. Le sue prestazioni gli hanno valso la candidatura a miglior giocatore dell'anno della Ligue 1 2008-2009 (premio vinto da Eden Hazard) ed un'estensione del contratto sino al 2013.

#### Tottenham

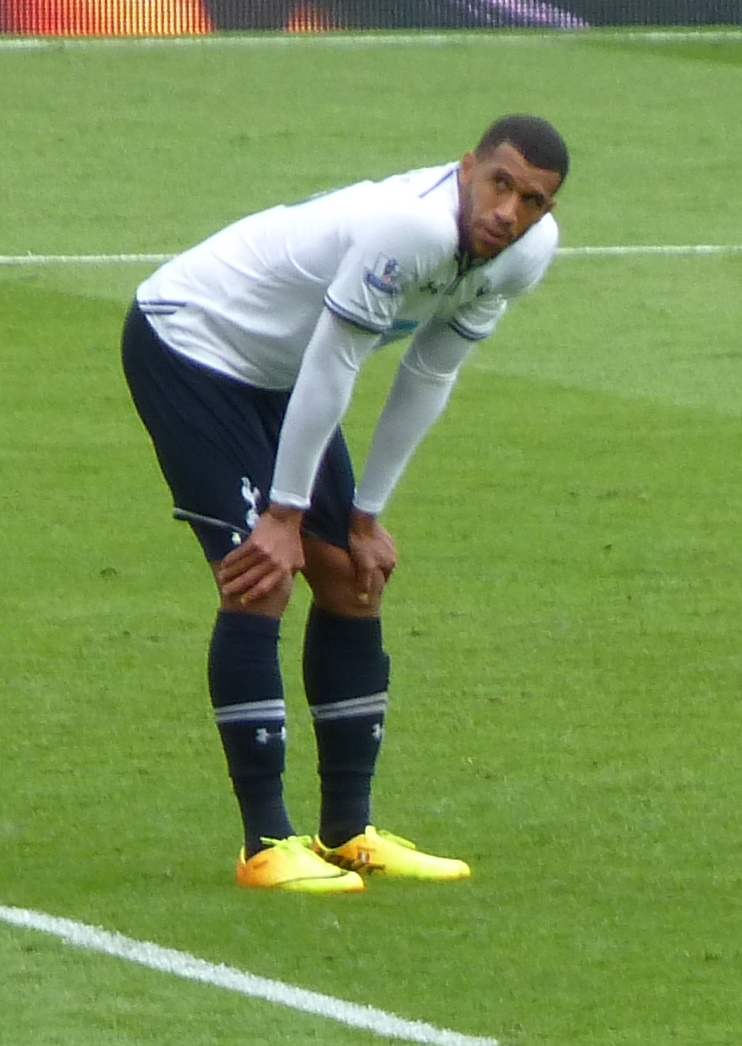
Capoue con la maglia del nel 2013.

Il 15 agosto 2013, tramite una nota sul proprio sito ufficiale, il Tottenham comunica di aver acquistato a titolo definitivo Capoue per una cifra vicina agli 8,5 milioni di sterline.

#### Watford
Il 6 luglio 2015 viene acquistato dal Watford per 9 milioni di euro firmando un contratto quadriennale.

#### Villarreal
Il 30 dicembre 2020 viene annunciato che a partire da gennaio 2021 si unirà al Villarreal.

### Nazionale
Ha fatto tutta la trafila delle nazionali giovanili. Con la maglia della nazionale Under-21 ha giocato 13 volte (8 amichevoli e 5 partite del girone di qualificazione all'europeo di categoria) indossando in quattro occasioni la fascia di capitano.
Il 9 agosto 2012 viene convocato per la prima volta da Didier Deschamps nella nazionale francese, tuttavia il debutto ufficiale avviene il 15 agosto seguente in amichevole contro l'Uruguay al 46º minuto di gioco, subentrando a Rio Mavuba.
Il primo gol in maglia Bleus arriva l'11 settembre 2012, nella sfida contro la Bielorussia valida per il gruppo I del girone di qualificazione al campionato mondiale di calcio 2014.

## Statistiche

### Presenze e reti nei club
Statistiche aggiornate al 14 novembre 2023.
| Stagione         | Squadra          | Campionato       | Campionato | Campionato | Coppe nazionali | Coppe nazionali | Coppe nazionali | Coppe continentali | Coppe continentali | Coppe continentali | Altre coppe | Altre coppe | Altre coppe | Totale | Totale |
| Stagione         | Squadra          | Comp             | Pres       | Reti       | Comp            | Pres            | Reti            | Comp               | Pres               | Reti               | Comp        | Pres        | Reti        | Pres   | Reti   |
| ---------------- | ---------------- | ---------------- | ---------- | ---------- | --------------- | --------------- | --------------- | ------------------ | ------------------ | ------------------ | ----------- | ----------- | ----------- | ------ | ------ |
| 2007-2008        | Tolosa           | L1               | 5          | 0          | CF+CdL          | 0+0             | 0               | CU                 | 1                  | 0                  | -           | -           | -           | 6      | 0      |
| 2008-2009        | Tolosa           | L1               | 32         | 1          | CF+CdL          | 3+1             | 0               | -                  | -                  | -                  | -           | -           | -           | 36     | 1      |
| 2009-2010        | Tolosa           | L1               | 33         | 0          | CF+CdL          | 1+2             | 0               | UEL                | 7                  | 0                  | -           | -           | -           | 43     | 0      |
| 2010-2011        | Tolosa           | L1               | 37         | 2          | CF+CdL          | 1+1             | 0               | -                  | -                  | -                  | -           | -           | -           | 39     | 2      |
| 2011-2012        | Tolosa           | L1               | 33         | 3          | CF+CdL          | 0+1             | 0               | -                  | -                  | -                  | -           | -           | -           | 34     | 3      |
| 2012-2013        | Tolosa           | L1               | 34         | 7          | CF+CdL          | 2+2             | 0               | -                  | -                  | -                  | -           | -           | -           | 38     | 7      |
| Totale Tolosa    | Totale Tolosa    | Totale Tolosa    | 174        | 13         |                 | 14              | 0               |                    | 8                  | 0                  |             | -           | -           | 196    | 13     |
| 2013-2014        | Tottenham        | PL               | 12         | 1          | FACup+CdL       | 0+1             | 0               | UEL                | 5                  | 0                  | -           | -           | -           | 18     | 1      |
| 2014-2015        | Tottenham        | PL               | 12         | 0          | FACup+CdL       | 2+1             | 1+0             | UEL                | 3                  | 0                  | -           | -           | -           | 18     | 1      |
| Totale Tottenham | Totale Tottenham | Totale Tottenham | 24         | 1          |                 | 4               | 1               |                    | 8                  | 0                  |             | -           | -           | 36     | 2      |
| 2015-2016        | Watford          | PL               | 33         | 0          | FACup+CdL       | 3+0             | 0               | -                  | -                  | -                  | -           | -           | -           | 36     | 0      |
| 2016-2017        | Watford          | PL               | 37         | 7          | FACup+CdL       | 1+1             | 0               | -                  | -                  | -                  | -           | -           | -           | 39     | 7      |
| 2017-2018        | Watford          | PL               | 23         | 1          | FACup+CdL       | 2+1             | 1+1             | -                  | -                  | -                  | -           | -           | -           | 26     | 3      |
| 2018-2019        | Watford          | PL               | 33         | 1          | FACup+CdL       | 5+1             | 2+1             | -                  | -                  | -                  | -           | -           | -           | 39     | 4      |
| 2019-2020        | Watford          | PL               | 30         | 0          | FACup+CdL       | 0+0             | 0+0             | -                  | -                  | -                  | -           | -           | -           | 30     | 0      |
| 2020-gen.2021    | Watford          | FLC              | 11         | 0          | FACup+CdL       | 0+0             | 0+0             | -                  | -                  | -                  | -           | -           | -           | 11     | 0      |
| Totale Watford   | Totale Watford   | Totale Watford   | 167        | 9          |                 | 14              | 5               |                    | -                  | -                  |             | -           | -           | 181    | 14     |
| gen.-giu.2021    | Villarreal       | PD               | 16         | 1          | CR              | 3               | 0               | UEL                | 8                  | 0                  | -           | -           | -           | 27     | 1      |
| 2021-2022        | Villarreal       | PD               | 30         | 1          | CR              | 1               | 0               | UCL                | 12                 | 2                  | SU          | 1           | 0           | 44     | 3      |
| 2022-2023        | Villarreal       | PD               | 28         | 3          | CR              | 4               | 3               | UECL               | 1 +4               | 0                  |             | -           | -           | 37     | 6      |
| 2023-2024        | Villarreal       | PD               | 13         | 0          | CR              | 0               | 0               | UEL                | 3                  | 0                  |             | -           | -           | 16     | 0      |
| Totale Villareal | Totale Villareal | Totale Villareal | 87         | 5          |                 | 8               | 3               |                    | 28                 | 2                  |             | 1           | 0           | 124    | 10     |
| Totale carriera  | Totale carriera  | Totale carriera  | 452        | 28         |                 | 40              | 9               |                    | 44                 | 2                  |             | 1           | 0           | 537    | 39     |

### Cronologia presenze e reti in nazionale
| Cronologia completa delle presenze e delle reti in nazionale ― Francia | Cronologia completa delle presenze e delle reti in nazionale ― Francia | Cronologia completa delle presenze e delle reti in nazionale ― Francia | Cronologia completa delle presenze e delle reti in nazionale ― Francia | Cronologia completa delle presenze e delle reti in nazionale ― Francia | Cronologia completa delle presenze e delle reti in nazionale ― Francia | Cronologia completa delle presenze e delle reti in nazionale ― Francia | Cronologia completa delle presenze e delle reti in nazionale ― Francia |
| Data                                                                   | Città                                                                  | In casa                                                                | Risultato                                                              | Ospiti                                                                 | Competizione                                                           | Reti                                                                   | Note                                                                   |
| ---------------------------------------------------------------------- | ---------------------------------------------------------------------- | ---------------------------------------------------------------------- | ---------------------------------------------------------------------- | ---------------------------------------------------------------------- | ---------------------------------------------------------------------- | ---------------------------------------------------------------------- | ---------------------------------------------------------------------- |
| 15-8-2012                                                              | Le Havre                                                               | Francia                                                                | 0 – 0                                                                  | Uruguay                                                                | Amichevole                                                             | -                                                                      | 46’ 80’                                                                |
| 11-9-2012                                                              | Saint-Denis                                                            | Francia                                                                | 3 – 1                                                                  | Bielorussia                                                            | Qual. Mondiali 2014                                                    | 1                                                                      |                                                                        |
| 12-10-2012                                                             | Saint-Denis                                                            | Francia                                                                | 0 – 1                                                                  | Giappone                                                               | Amichevole                                                             | -                                                                      | 68’                                                                    |
| 14-11-2012                                                             | Parma                                                                  | Italia                                                                 | 1 – 2                                                                  | Francia                                                                | Amichevole                                                             | -                                                                      | 84’                                                                    |
| 6-2-2013                                                               | Saint-Denis                                                            | Francia                                                                | 1 – 2                                                                  | Germania                                                               | Amichevole                                                             | -                                                                      | 46’                                                                    |
| 5-6-2013                                                               | Montevideo                                                             | Uruguay                                                                | 1 – 0                                                                  | Francia                                                                | Amichevole                                                             | -                                                                      | 67’                                                                    |
| 14-8-2013                                                              | Bruxelles                                                              | Belgio                                                                 | 0 – 0                                                                  | Francia                                                                | Amichevole                                                             | -                                                                      | 63’                                                                    |
| Totale                                                                 |                                                                        | Presenze                                                               | 7                                                                      |                                                                        | Reti                                                                   | 1                                                                      |                                                                        |

## Palmarès

### Club

#### Competizioni internazionali
- UEFA Europa League: 1

Villarreal: 2020-2021

### Individuale
- Squadra della stagione della UEFA Europa League: 1

2020-2021